# Pil (projektil)

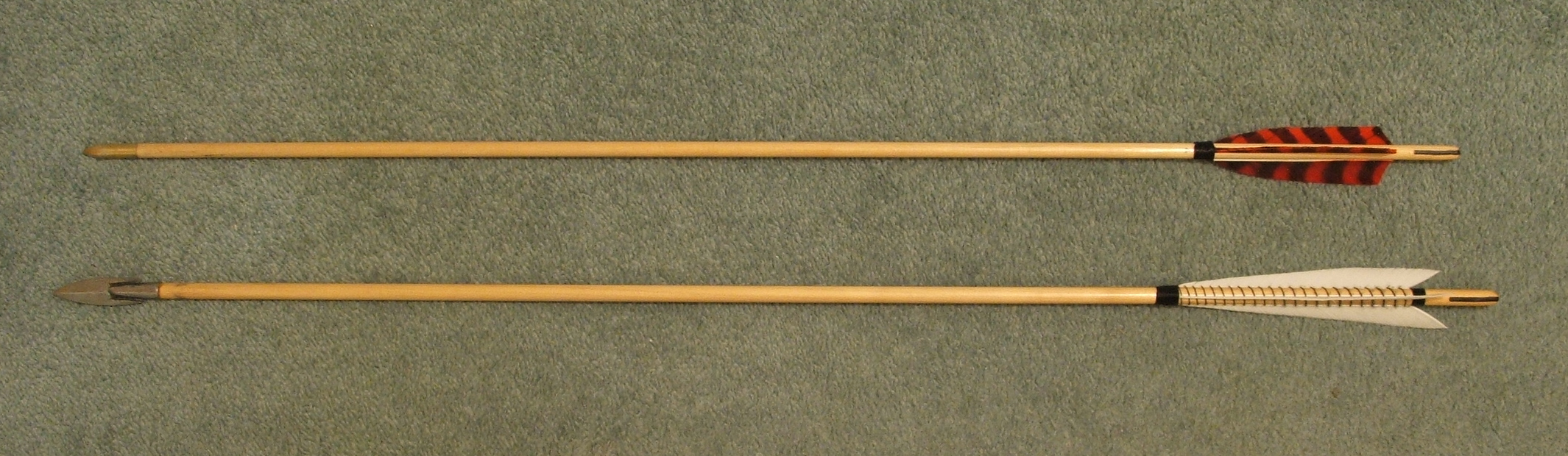
Två pilar.

Pil är en långskaftad spetsig projektil, främst med fenstabilisering av något slag, såsom fjädring (fenor av fjädrar). Pilar kan skjutas (skottpil, fornsvenska: skutpil) med skjutvapen såsom pilbåge (handbåge och låsbåge → armborst), harpungevär eller ballist, alternativt kastas (kastpil) för hand eller med kastvapen såsom kastmaskin eller kastträ med mera. Armborstpil kallas bland annat skäkta (kolv, lod, bult). 
Flechette är metallpilar avsedda för handeldvapen som historiskt också fällts från flygplan. Artilleri kan skjuta en packe flechetter eller en enda stor pilprojektil.

## Uppbyggnad
En pil består av en främre, vanligen vass, ände, spetsen eller pilspetsen, ett smalt skaft eller pilskaft på vars bakre del fenor eller styrfjädrar ofta är fästa, samt en bakre ände eller nock där det finns en skåra som svarar mot bågsträngen. 

## Skaftet
Skaftet på pilen utgör den huvudsakliga delen av vapnet och har traditionellt tillverkats av trä, idag förekommer även skaft av kolfiber, aluminium och hårdplast. Moderna träpilskaft tillverkas ofta av cederträ.

## Spetsen
Spetsen kan tillverkas av olika material som till exempel trä, ben, sten eller metall. Pilspetsar har traditionellt varit viktiga vid typologiseringen av arkeologiska kulturer.
Termen tångespets syftar på en pilspets som har en tånge, det vill säga en tunga som används för att fästa in spetsen i ett pilskaft. En pilspets med urnupen bas, är motsatsen till en tångespets. I stället för en tånge finns en rund infasning för infästning mot pilskafet. Holkspetsar tillverkas av metall och har en hålighet som pilskaftet sticks in i. Denna metod används även för spjutspetsar. Moderna pilspetsar för tavelskytte är ofta en variant av holkspetsar.
Bodkin är en speciell sorts spets som förmår att genomtränga rustningar och skydd av olika slag. Spetsen är smal och kantig, vanligtvis trehörnig eller fyrkantig, och förmår på grund av sin form att bryta sig igenom plåt och ringväv.

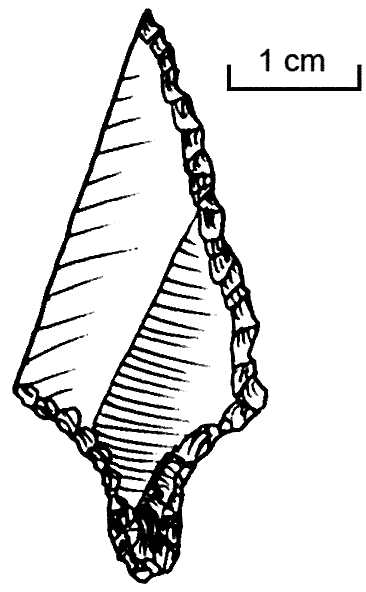
Ahrensburg- spets
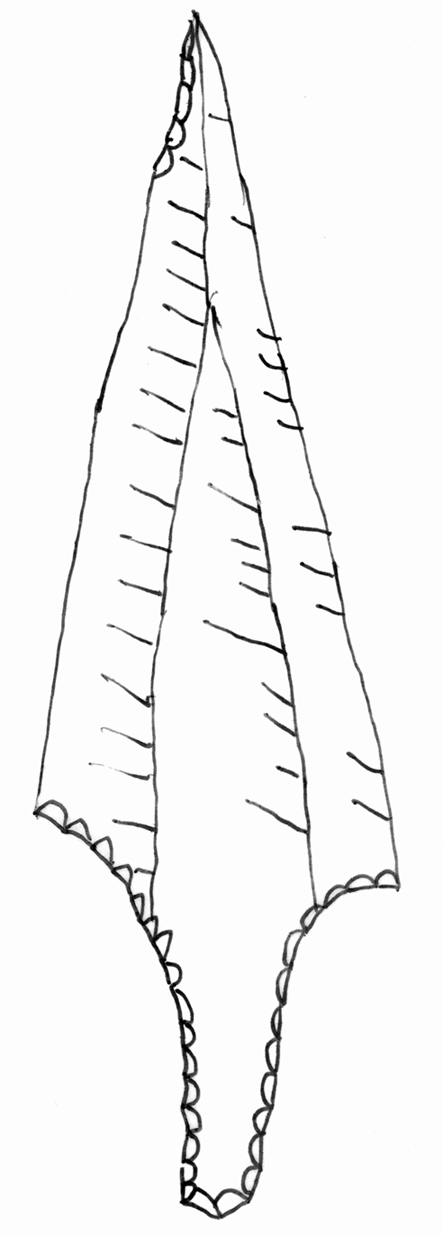
Bromme- spets
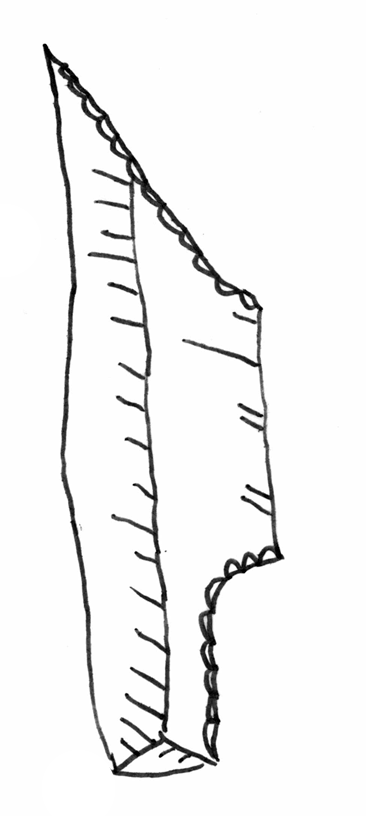
Hamburg- spets
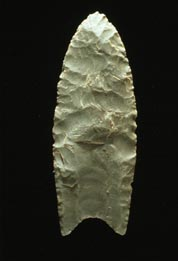
En clovisspets.
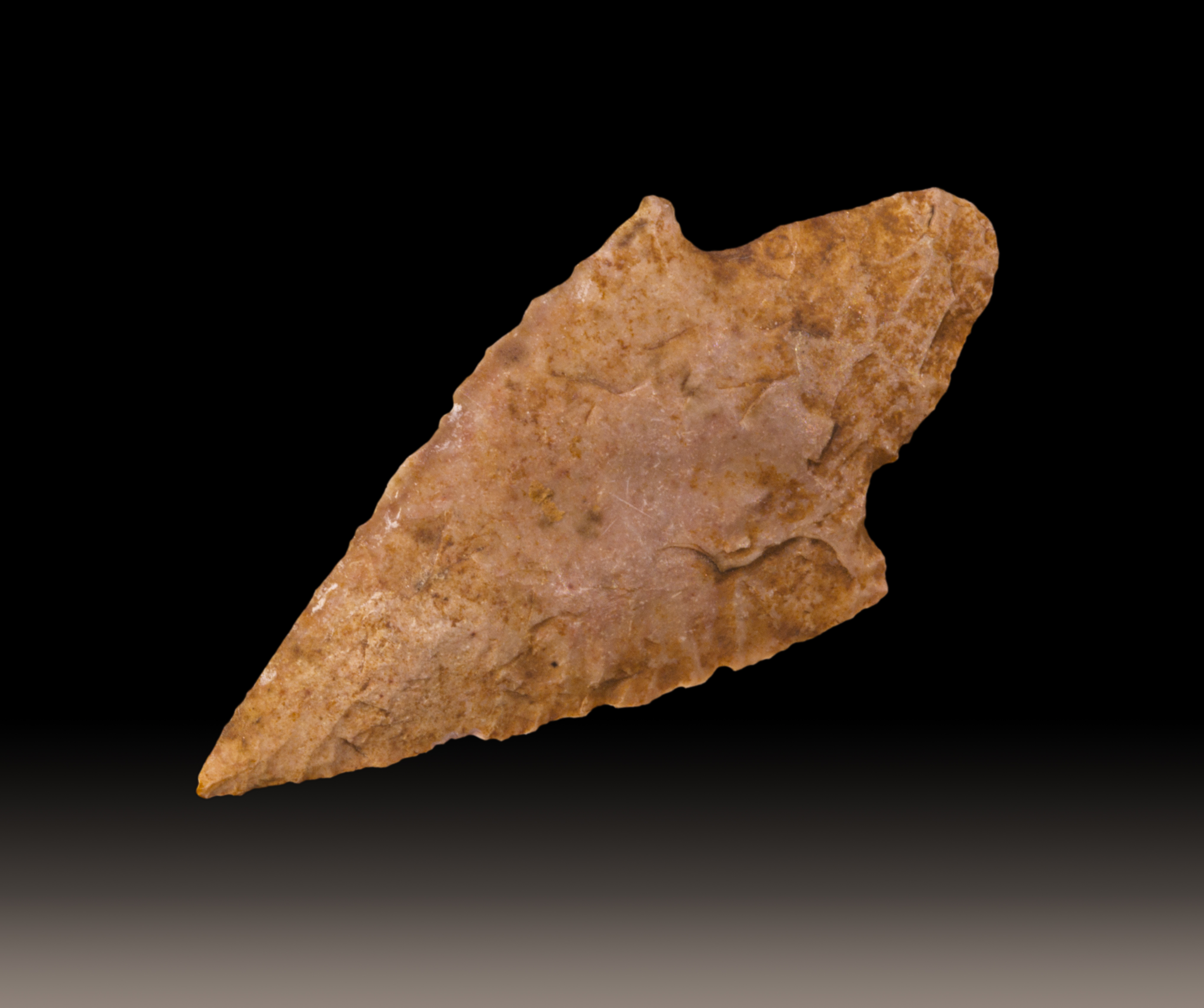
Neolitikum
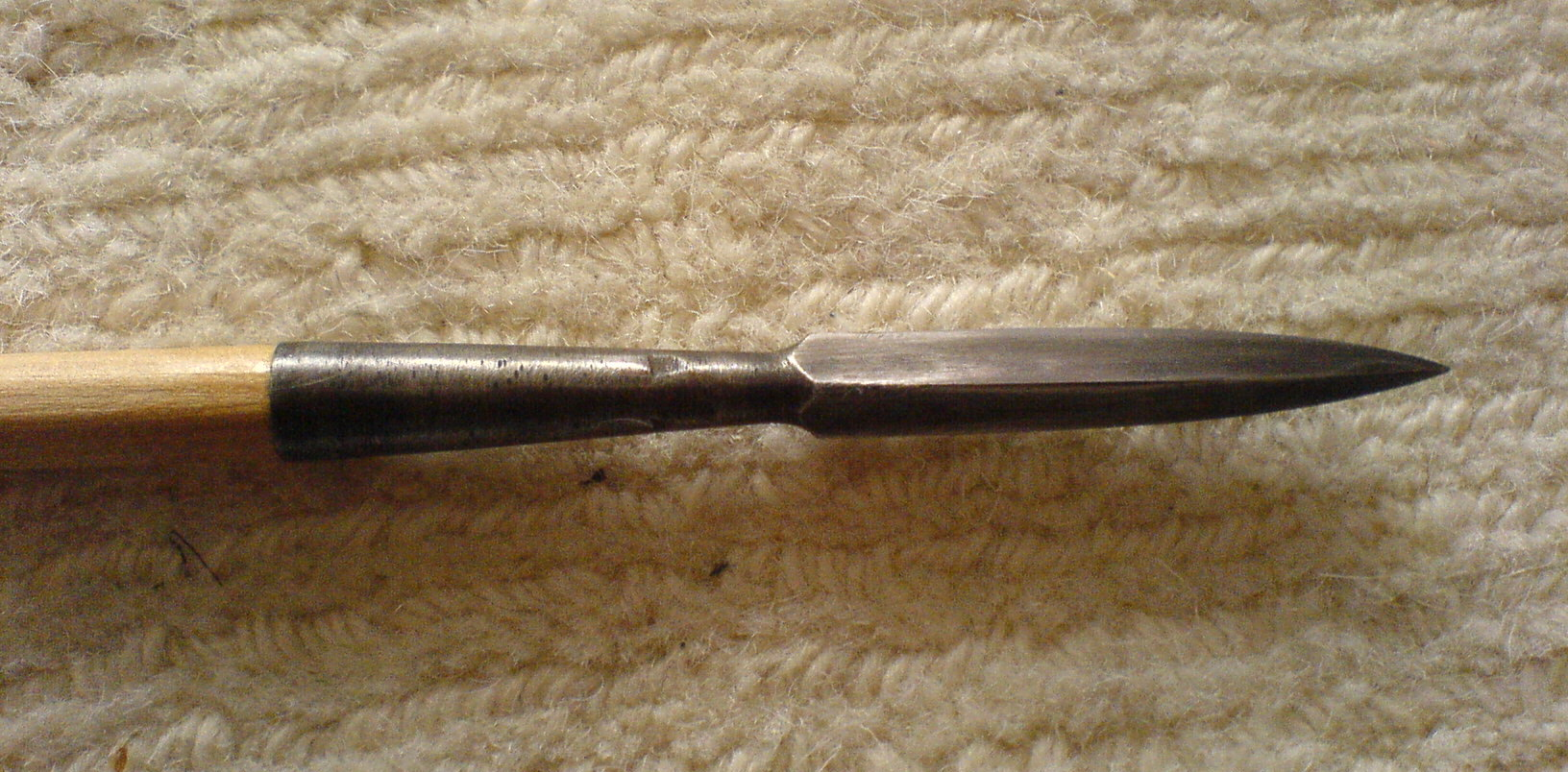
Bodkin.